# Gerard Reve

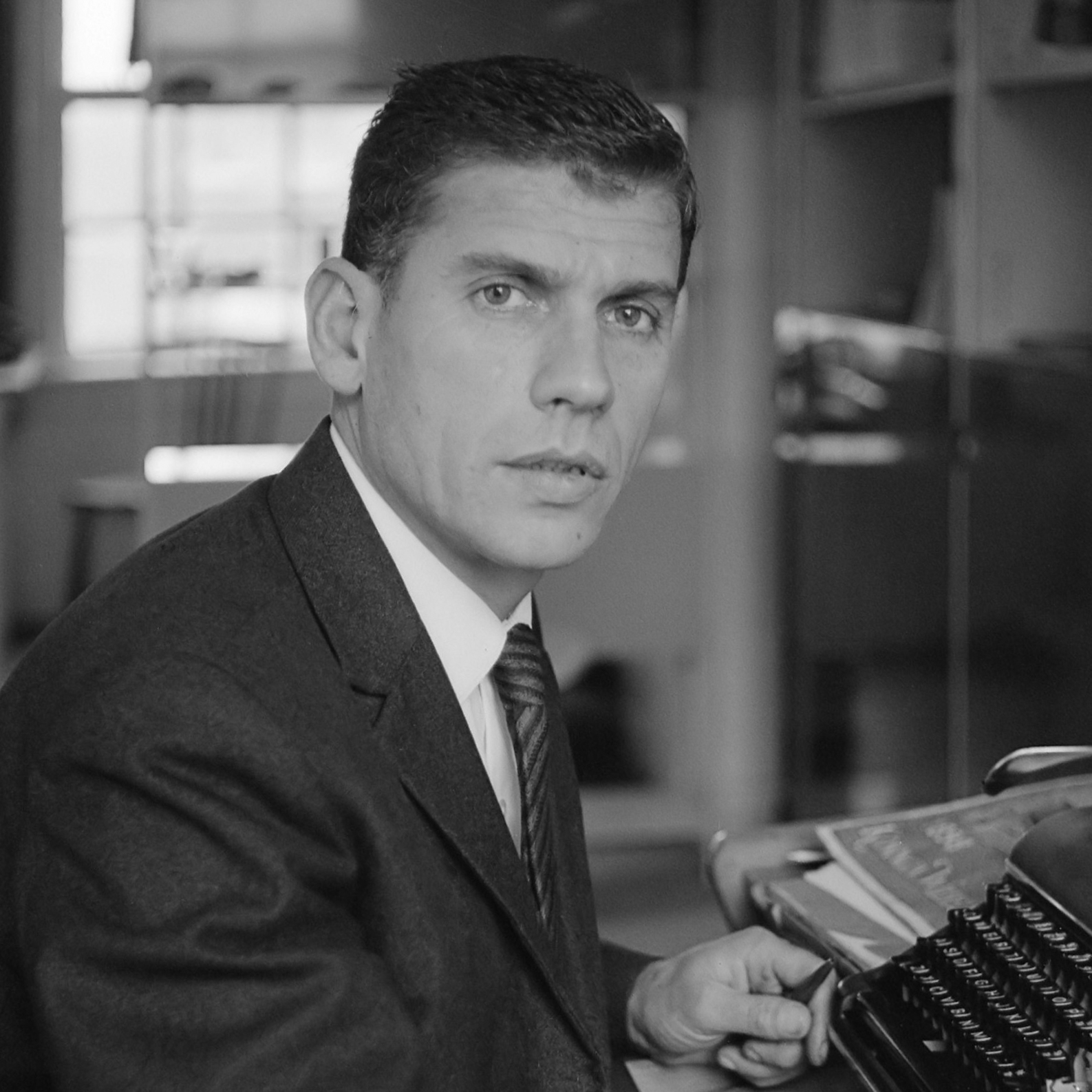
Gerard Kornelis van het Reve (1963)

Gerard Kornelis van het Reve (* 14. Dezember 1923 in Amsterdam; † 8. April 2006 in Zulte, auch bekannt unter dem Namen Simon van het Reve) war ein niederländischer Schriftsteller. Zusammen mit Willem Frederik Hermans und Harry Mulisch zählt er laut Ton Anbeeks tonangebendem Buch Geschiedenis van de Nederlandse literatuur, 1885–1985 zu den „Großen Drei“ der modernen niederländischen Literatur.

## Leben

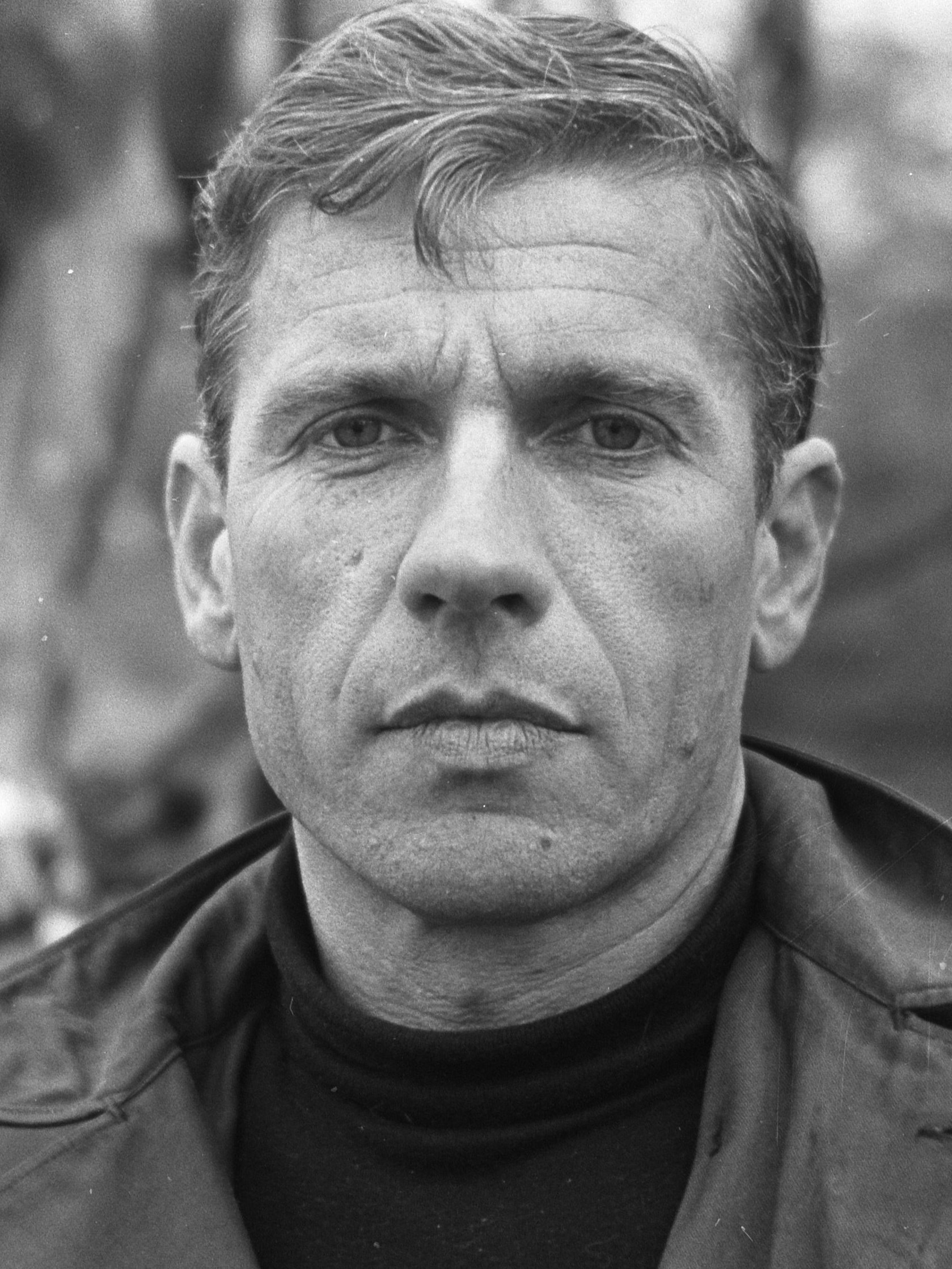
Gerard Reve (1969)

Sein Bruder war der Schriftsteller und Übersetzer Karel van het Reve (1921–1999).
Nach seinem frühen Romandebüt Die Abende 1947 und den hoch angesehenen Novellen Werther Nieland und Der Untergang der Familie Boslowitsch gab es einen Bruch in seinem Leben. Reve, der von 1948 bis 1959 mit der Lyrikerin Hanny Michaelis verheiratet war, zog nach England, um Literatur in einer „Weltsprache“ zu verfassen. Es erschienen Melancholia (1951) und The Acrobat and Other Stories (1956) und später das Buch A Prison Song in Prose (1968), das aber schon zu seinem so genannten Spätwerk gehört.
1963 debütierte Reve nach eigenen Angaben im Alter von vierzig Jahren „zum zweiten Mal“ in seinem Leben: Es erschien Op weg naar het einde, ein Briefroman, der schon stark gekennzeichnet war von den literarischen Tendenzen, die Reve in den nächsten 35 Jahren als Schriftsteller beschäftigen sollten: Mit monumentaler Ironie und beißendem Sarkasmus trat Reve durch seine literarischen Figuren als reaktionärer und provokanter homosexueller Meinungsmacher auf, dem „privat“ SM-Praktiken nicht fremd waren und der gleichzeitig darauf pochte, dass die römisch-katholische Kirche den einzig wahren Glauben auf Erden vertritt. Er verteidigte den Papst, selbst wenn der sich gegen Homosexualität und Abtreibung aussprach. Dazu kommt in Reves Werk eine vehemente Kritik an Intellektuellen, Kommunisten, Stalinisten, Linken und all den Niederländern, die sich noch zu keiner Vergangenheitsbewältigung des Zweiten Weltkrieges durchgerungen haben, „weil sie ja alle im Widerstand waren“.
Reve selbst stammte aus einem kommunistischen und atheistischen Elternhaus und ließ sich erst 1966 in die römisch-katholische Kirche aufnehmen. Im selben Jahr musste er sich vor Gericht gegen den Vorwurf der Blasphemie verteidigen, da er in seinem Roman Nader tot U (deutsch: Näher zu Dir, 1970) die Vorstellung beschrieben hatte, sich mit Gott in Gestalt eines „einjährigen, mausgrauen Esels“ geschlechtlich zu vereinigen. Reve berief sich auf sein Recht, in seiner Literatur sein persönliches Gottesbild darzustellen und gewann den Prozess.
Nicht zu Unrecht wurde Reve wegen seines Hangs zur Marienverehrung, gepaart mit dem Thema der ausschweifenden homosexuellen Liebe – von Reve „Herrenliebe“ genannt – eine gewisse Nähe zu Jean Genet nachgesagt. Der Autor hat sich dazu nie geäußert. Zwei andere französische Schriftsteller lagen ihm aber sehr am Herzen: Louis-Ferdinand Céline und Gustave Flaubert, der zwar nicht im selben Jahr, aber am selben Tag geboren wurde, was Reve scherzhaft für ein Zeichen hielt. Beide wurden angeblich an einem 13. Dezember geboren. Aberglaube trieb die Eltern Flauberts dazu, den 12. Dezember als Geburtstag eintragen zu lassen. Reves Eltern entschieden sich für den 14. Dezember.
Gerard Reve erkrankte 1999 an Alzheimer und lebte seit 2005 in einem Pflegeheim in Belgien, betreut von seinem Freund Joop Schafthuizen, genannt Matroos Vosch. Er starb am 8. April 2006.

## Auszeichnungen (Auswahl)
- 1963: Prosapreis der Stadt Amsterdam für Tien vrolijke verhalen
- 1966: Prosapreis der Stadt Amsterdam für Op weg naar het einde
- 1968: P.C.-Hooft-Preis für Prosa

## Bibliographie der deutschen Übersetzungen
- Näher zu dir. Roman. Merlin-Verlag, Hamburg 1970.
- Die Abende. Eine Wintergeschichte. Merlin, Gifkendorf 1988, ISBN 3-87536-184-9.
- Der Untergang der Familie Boslowitsch. In: Frans Carel de Rover (Hrsg.): Die Niederlande erzählen. 15 Erzählungen (= Fischer 11411). Fischer-Taschenbuch-Verlag, Frankfurt am Main 1993, ISBN 3-596-11411-X.
- Der vierte Mann. Roman (= Bibliothek Suhrkamp 1132). Suhrkamp, Frankfurt am Main 1993, ISBN 3-518-22132-9.

Alle Übersetzungen stammen von Jürgen Hillner.

## Bibliographie
- Terugkeer (1940)
- De Avonden (1947), dt.: Die Abende (1987)
- Werther Nieland (1949)
- De ondergang van de familie Boslowits (1950)
- The Acrobat and Other Stories (1956)
- Moorlandshuis (1960)
- Tien vrolijke verhalen (1961)
- Commissaris Fennedy (1962)
- Vier Wintervertellingen (1963)
- Op weg naar het einde (1963)
- Zes Gedichten (1965)
- Gezicht op Kerstmis en andere geestelijke liederen (1965)
- Nader tot U (1966), dt.: Näher zu Dir (1971)
- A Prison Song in Prose (1968)
- Uit de Kunst. Brieven aan Simon Carmiggelt. (1970)
- Vier Pleidooien (1971)
- De Taal der Liefde (1972)
- Onze Vrienden (1972)
- Credo (1973)
- Lieve Jongens (1973)
- Lekker Kerstbrood (1973)
- Het Zingend Hart (1973)
- Het Lieve Leven (1974)
- Rietsuiker (1974)
- Een Circusjongen (1975)
- Ik had hem lief (1975)
- Brieven aan kandidaat-katholiek A. (1976)
- Drie toespraken (1976)
- Oud en Eenzaam (1978)
- Een eigen huis (1979)
- Scheppend Kunstenaar (1979)
- Moeder en Zoon (1980)
- Brieven aan Wimie (1980)
- De Vierde Man (1981)
- Drie woorden (1981)
- Brieven aan Josine M., 1959–1975 (1981)
- Brieven aan Bernard S. (1981)
- Brieven aan Simon C. (1982)
- Zeergeleerde Vrouwe (1982)
- Wolf (1983)
- Brieven aan Wim B. (1983)
- Brieven aan Frans P. (1984)
- De stille vriend (1984)
- Schoon schip, 1945–1984 (1984)
- Brieven aan geschoolde arbeiders (1985)
- Roomse heisa (1985)
- Brieven aan Ludo P., 1962–1980 (1986)
- Klein gebrek geen bezwaar. Een keuze uit zijn brieven. (1986)
- Verzamelde Gedichten (1987)
- Het geheim van Louis Couperus (1987)
- Zelf schrijver worden (1987)
- Bezorgde Ouders (1988)
- Brieven aan mijn lijfarts (1991)
- Brieven van een aardappeleter (1993)
- Brieven aan Josine M. 1959–1982 (1994)
- Op zoek (1995; novelle)
- Zondagmorgen zonder Zorgen (1995)
- Het boek van violet en dood (1996)
- Ik bak ze bruiner (1996)
- Brieven aan Matroos Vosch, 1975–1992 (1997)
- Met niks begonnen. Correspondentie met Willem Nijholt (1997)
- Het hijgend hert (1998; roman)
- Gezicht op Kerstmis en andere geestelijke liederen (1998)
- Zalig Pasen (2001)
- Brieven aan Bram P. (2003)
- Gerard Reve - Geert van Oorschot. Briefwisseling 1951–1987 (2005)
- Willem Frederik Hermans - Gerard Reve. Verscheur deze brief! Ik vertel veel te veel - Een briefwisseling (2008)

## Verfilmungen (Auswahl)
- 1980: Lieve jongens
- 1983: Der vierte Mann (De vierde man)
- 1989: De avonden
- 1991: Werther Nieland (Fernsehfilm)